# Centrolene lynchi
Centrolene lynchi är en groddjursart som först beskrevs av William Edward Duellman 1980.  Centrolene lynchi ingår i släktet Centrolene och familjen glasgrodor. IUCN kategoriserar arten globalt som starkt hotad. Inga underarter finns listade i Catalogue of Life.